# Microregiunea Mosonmagyaróvár
Microregiunea Mosonmagyaróvár (în maghiară Mosonmagyaróvári kistérség) a fost o microregiune statistică (kistérség) din județul Győr-Moson-Sopron, Ungaria.
Cu o populație de 75.121 locuitori și o suprafață de 930,68 km2, aceasta a existat până în 2014, când în Ungaria, microregiunile ”kistérségek” au fost înlocuite de districte (járások).